# Дуги оток
Дуги оток (раније Темпли по темпларима који су ту били) је острво у Јадранском мору. Припада Хрватској. Припада задарској острвској групи севернодалматинских острва. Површина острва износи 124 км², дужина 43 км, а максимална ширина 4,6 км. На острву живи 2873 становника. 

## Географија острва
Пружа се у смеру северозапад—југоисток, у низу у којем је северније острво Молат, а јужније Корнат. Највиши врх острва је Вела стража (338 м). На острву се налазе кршка поља Вело језеро, Арњево поље, Стивање поље, Сридње поље и др.; многобројне пећине (Страшна пећ, Козја пећ, Вели бадањ, Црвене рупе и Пећина). На острву нема извора ни водених токова. Јужни је део острва камењар, средњи и западни обрастао је шикаром, а местимично има и шуме. Западна је обала врло стрма и висока, а уз обалу су многобројна острвца (Голац, Бршћак, Магарчић, Мали и Велики Планатак, Утра, Мртовњак, Лушки, Кркнета, Лагнићи, Межањ, Катина ...). Становништво се бави земљорадњим, виноградарством, узгојем маслина, риболовом и сточарством.

## Насеља
На острву се налазе следећа места: Сали (највеће насеље на острву), Заглав, Жман, Лука, Савар, Брбињ, Драгове, Солине, Божава, Вели Рат, Верунић (Верона) и Поље.

## Саобраћај
Дуги оток има неколико домаћих дневних трајектних и бродских веза са Задром, и сезонску везу с Анконом. Веће луке су трајектне луке у Брбињу и Заглаву, и луке у местима Сали и Божава. Сва насеља повезана су острвским путем којом саобраћа и локална аутобусна линија.

## Знаменитости
Острво има много природних лепота, а посебно се истиче Парк природе Телашћица на јужном делу острва, велико и мало језеро код Жмана, увала Солиншћица и увала Сахарун. Има доста историјских остатака (укључујући и праисторијске). На острву се налазе 3 језера (два периодичка слатка и стално слано у Телашћици). У близини острва се налази много мањих острваца и стена. У непосредној је близини и Национални парк Корнати. 
Знаменитости острва су и светионик Вели рат код Велог рата и црквица Светог Пелегрина у Савру, као и манифестација Товарећа мужика у Салима.
У новије вријеме покушава се оживјети занимање за пећину Страшна пећ која се налази крај насеља Савар на надморској висини од 70 m.

## Историја
Дуги оток спомиње Константин Порфирогенет средином 10. века под именом Pizuh. У 10-11. веку оток се у исправама назива Инсула Тилагус (назив сачуван у имену залива Телашћице). Име Велико острво забележено је први пут глагољицом 1460. На истакнутим врховима по острву налазе се остаци илирских утврђених насеља и камени гробни хумци. На превлаци Мала проверса био је простран римски ладањски дворац (вилла рустица), делом истражен и конзервиран. Из старохрватског раздобља сачувале су се у циелости или деломично, црквице, старе кућице и гробови.